# Nicola Rodigari
Nicola Rodigari (* 7. November 1981 in Tirano) ist ein ehemaliger italienischer Shorttracker.

## Sportliche Laufbahn
Rodigari nahm 1998 erstmals an internationalen Rennen teil. Bei den Shorttrack-Juniorenweltmeisterschaften schied er jedoch über alle drei Strecken bereits im Halbfinale aus, auch bei den Teamweltmeisterschaften wurde er mit der italienischen Staffel nur Fünfter. 1999 ging er zum zweiten Mal bei den Juniorenweltmeisterschaften an den Start, diesmal gewann er die Silbermedaille über die 1500-m-Distanz. In den weiteren Rennen schlug sich Rodigari ebenfalls gut, sodass er im Oktober 1999 erstmals am Shorttrack-Weltcup in Montreal teilnehmen durfte, wo er allerdings schon im Viertelfinale ausschied. Auch bei seinen weiteren Weltcupauftritten in dieser Saison verpasste er immer das Finale.
Bei den Juniorenweltmeisterschaften 2000 gewann Rodigari über 500 Meter seinen ersten großen Titel, bevor er im 1500-m-Superfinale, bei dem nur die besten acht Athleten der vorherigen Wettkämpfe an den Start gehen durften, Silber gewann. Bei den Teamweltmeisterschaften in jenem Jahr siegte das italienische Team mit Rodigari sowohl über die 500-m- als auch über die 1000-m-Distanz. Die eine Woche später stattfindenden Einzelweltmeisterschaften im März 2000 endete für Rodigari wie seine Weltcupauftritte früh, nie erreichte er das Halbfinale. Im zweiten Weltcuprennen der Saison 2000/01 gelang ihm der Einzug ins Finale, er verpasste aber eine Podiumsplatzierung. Die letzte Teilnahme bei Juniorenweltmeisterschaften im Jahr 2001 verlief für Rodigari ohne Titel, dafür gewann er zwei Bronzemedaillen. Dieses Ergebnis verbesserte er bei den Shorttrack-Europameisterschaften 2001 mit einer Silber- und einer Bronzemedaille über 500 beziehungsweise 1000 Meter. Keinen Titel und nur eine Bronzemedaille holte er bei der Team-WM.
Die Saison 2001/02 startete für Rodigari mit der Qualifikation für die Olympischen Spiele 2002 in Salt Lake City und mit dem ersten Weltcupsieg in Amsterdam über die 3000 Meter. Bei den Europameisterschaften im Januar 2002 gewann er vier Medaillen, darunter eine goldene auf der 500-m-Strecke. Bei den olympischen Shorttrack-Wettkämpfen blieb ihm aber der Finaleinzug in einer Einzeldisziplin verwehrt, dafür gewann er mit dem Team die Silbermedaille. Im Weltcup 2002/03 erreichte Rodigari wieder mehrere Male das Podium, zudem wurde er mit der Staffel Europameister und gewann einige Medaillen bei den Teamweltmeisterschaften 2003. Dies gelang ihm aber bei den in Polen stattfindenden Einzelweltmeisterschaften zum wiederholten Male nicht.
Während er im darauffolgenden Weltcup 2003/04 weitere Podiumsplatzierungen einfuhr, gelang ihm nicht der zweite Weltcupsieg. Dafür wurde er Achter im Gesamtweltcup, was seine erste Top-10-Platzierung dort bedeutete. Außerdem wurde Rodigari erstmals Allround-Europameister und gewann zudem seine erste Weltmeisterschaftsmedaille mit dem Team. In den beiden folgenden Weltcupwintern nahm er nicht an allen Weltcuprennen teil, sodass sich seine schlechteren Platzierungen in den Gesamtweltcups erklären. Dennoch qualifizierte er sich für die Olympischen Spiele 2006 in Turin, wo er über die 500 Meter den siebten Platz erreichte. Bei den Weltmeisterschaften 2006 verpasste er nur knapp eine Medaille, als er über 1000 Meter Vierter wurde.
Die erste Einzelmedaille bei Senioren-Großereignissen gewann Rodigari dann bei den Shorttrack-Weltmeisterschaften 2007, wo er hinter Apolo Anton Ohno Zweiter über 1500 Meter wurde. Außerdem wurde er in der Saison 2006/07 Dritter im 1000-m-Weltcup, über diese Distanz feierte zudem seinen nächsten Weltcupsieg. Keine weiteren Erfolge gelangen ihm in der Saison 2007/08. Nach seiner aktiven Laufbahn wurde Rodigari Shorttracktrainer.

## Persönliche Bestzeiten
- 500 m: 41,405 s (aufgestellt am 19. Februar 2011 in Dresden)
- 1000 m: 1:24,694 min (aufgestellt am 4. Februar 2017 in Dresden)
- 1500 m: 2:12,003 min (aufgestellt am 13. November 2016 in Salt Lake City)
- 3000 m: 4:51,073 min (aufgestellt am 21. Januar 2007 in Sheffield)